# Cremastus idahoensis
Cremastus idahoensis là một loài tò vò trong họ Ichneumonidae.